# Крипторхізм
Аномалією положення яєчка або дистопією яєчка (також: крипторхізм) - називають положення яєчка, яке тимчасово або постійно знаходиться за межами мошонки. Характерним є: відсутність одного або обох яєчок в мошонці при народженні хлопчика; морфологічно - порушення розвитку структурно-функціональних одиниць яєчка (гермінативний епітелій, клітини Сертолі, ендокриноцити). Причиною є порушення опущення яєчок в мошонку ( Maldescensus testis ). 
Важливість раннього виявлення та лікування випливає з того, що дистопія яєчок (крім варикоцеле) є найчастішою причиною пізньої фертильності у чоловіків, а також єдиною підтвердженою причиною появи злоякісних пухлин яєчок.

## Фізіологія
Оскільки яєчко, як і яєчник, створюється заочеревинно на рівні нирок із загальної гонадної системи, обидва яєчка повинні «мігрувати» від місця початкового утворення до відповідного відділу мошонки, так званого "спуску яєчка" (descensus testis). Він починається у людини з 5-го ембріонального тижня. 
Успішне опущення в мошонку - одна із ознак зрілості новонародженого. 
Існує припущення, що прийом знеболюючих препаратів під час вагітності може призвести до підвищеного ризику появи дистопії яєчок. 

## Частота появи
Близько у 3-6 % зрілих новонароджених чоловічої статі і близько у 30 % недоношених дітей (але у 100 % усіх передчасних пологів, з плодом чоловічої статі, та вагою при народженні менше 900 грам). Наприкінці першого року життя, частота появи аномалії зменшується до близько 0,7 %. 

## Форми
Аномалії положення яєчок (справжній крипторхізм) можна розділити на дві групи. Неопущене яєчко ( ретенція яєчок ) - це затримка, або зупинка яєчка на шляху з черевної порожнини до мошонки, ектопія яєчка - це відхилення від природнього шляху яєчка з черевної порожнини до мошонки. 

### Неопущені яєчка (ретенція яєчка)
За кінцевою точкою опущення яєчок розрізняють: 
- Крипторхізм (черевна форма) : За грецьким значенням крипто (прихований), яєчко не можна локалізувати. Зазвичай воно розташоване в черевній порожнині - retentio testis abdominalis або nondescensus testis («черевне яєчко »). В даному випадку потрібно розрізняти крипторхізм від повної відсутності яєчок, анорхії. В урологічній практиці цей термін широко використовується і застосовується при всіх аномаліях, при яких яєчко в не зустрічається в мошонці. Зустрічається односторонній та двосторонній крипторхізм.
- Пахова форма: зупинка сходження яєчка з черевної порожнини в паховому каналі - retentio testis inguinalis.
- Висока калиткова форма – яєчко знаходиться біля зовнішнього пахового кільця.

### Ектопія яєчок
Ектопія яєчок  поділяється на різні форми відповідно до положення яєчка: 
- стегнова ектопія  : яєчко потрапляє під шкіру в області стегна ( стегнової кістки )
- перинеальна ектопія: Розташування яєчка в області промежини (промежини)
- пенісна ектопія яєчка: перенесення яєчка в область валика пеніса
- поперечна ектопія яєчок : перенесення яєчка у сусідню частину мошонки
- лобкова ектопія – яєчко в лобковій ділянці.

Несправжній крипторхізм (псевдо крипторхізм): нормальне яєчко може довго або періодично знаходитися поза межами калитки під впливом скорочення м‘язів, що піднімають яєчко.
- "Ковзаюче яєчко" : Яєчко може бути зміщене в мошонку, застосовуючи легкий тиск на черевну порожнину, але воно негайно повертається у вихідне положення в паховому каналі через те, що сім'яний канатик є занадто коротким.
- "Маятникове яєчко" : Яєчко розташовується, наприклад, під час статевого збудження ( кремастер рефлекс ) поперемінно в паховому каналі та в мошонці. Це, як правило, не потребує лікування і зазвичай не є загрозою для фертильності.

## Діагностика
Діагноз визначається за обстеженням, пальпацією , ультразвуковим дослідженням і часто доповнюється лапароскопією (дзеркальним відображенням живота). Комп'ютерна томографія та магнітно-резонансна томографія грають лише підлеглу роль.  Для яєчок, які неможливо візуалізувати за допомогою візуальної діагностики, слід шукати функціональну тканину яєчок шляхом визначення рівня тестостерону, ФСГ та ЛГ.  

## Ускладнення
Найважливішими ускладненнями різних позиційних аномалій, є ризик розвитку злоякісної пухлини яєчка та наслідком цього порушення фертильності ( Impotentia generandi ). Нормальний сперматогенез можливий лише в мошонці, де температура на 1,5–2,5 °C нижче, ніж в черевній порожнині. 

### Злоякісне переродження
Ризик розвитку пухлини яєчка без відповідної терапії в 32 рази вищий, ніж при яєчках з нормальним положенням, але в цілому, прямо пропорційно залежить від віку (часу операції), та ділянки, на якій міграція припинилася: 
- якщо яєчка залишаються в черевній порожнині, ризик переродження становить 5–10 %
- для пахової локалізації яєчок 1–2 %

### Розлад фертильності
За даними ВООЗ (1987), у майже п’ятої части випадків неможливості завести дітей, причиною є розлад чоловічої фертильності, при якому всі порушення яєчок (разом з т. зв. варикоцеле) може бути найпоширенішою причиною. Навіть після своєчасної орхідопексії зниження народжуваності залишається основним ускладненням первинного крипторхізму. Неоад'ювантне лікування може  покращити індекс фертильності. 

## Лікування
Протягом перших шести місяців життя вдаються лише до контролю та спостереження. Якщо яєчко до цього часу не прощупується в мошонці, гормональну терапію, можна проводити з гонадоліберином протягом чотирьох тижнів, а потім β-ХГЧ протягом трьох тижнів (обидва випускаються як назальний спрей), який повинен сприяти спонтанному спуску яєчка і стимулювати дозрівання статевих клітин. Якщо ця терапія не вдається, рекомендується хірургічна фіксація яєчок в мошонці ( орхідопексія ). Як відкрита хірургія, так і лапароскопічна хірургія, застосовуються для корекції аномалії яєчок у немовлят. Останній метод зарекомендував себе завдяки своєму малоінвазивному пошкодженню тканин, що вкорочує процес загоєння.  Хоча терміни операції обговорюються, експерти схильні припускати, що лікування слід закінчити до однорічного віку. Для успішної терапії необхідний регулярний контроль, оскільки можуть виникати рецидиви .    

## Додаткові посилання
Крипторхізм, відео [Архівовано 25 липня 2020 у Wayback Machine.] (англ.)